# Enrique José O'Donnell
Pour les articles homonymes, voir O'Donnell.
Enrique José O'Donnell y Anethen ou O'Donell, comte de La Bisbal (Saint-Sébastien, 1769 - Montpellier dans le département de l'Hérault, le 17 mai 1834), est un militaire espagnol d'origine irlandaise.

## Biographie
Il participe à la guerre d'indépendance et est promu au grade de maréchal de camp en 1809, puis de lieutenant général en 1810 quand il est envoyé en Catalogne comme capitaine général de la région militaire. Il est fait comte de La Bisbal à la suite de la victoire remportée dans cette localité contre les troupes du général Schwarz.
Lors du retour de Ferdinand VII, il soutient le parti absolutiste contre les libéraux et les partisans de la Constitution de Cadix et est nommé en 1811 capitaine général d'Andalousie, ce qui l'amène à réprimer la tentative de sédition de Riego.
Mis à l'écart pendant la période libérale de 1820-1823, il doit se réfugier en France lors de l'expédition d'Espagne conduite par le duc d'Angoulême car, malgré ses opinions absolutistes, il est hostile à toute forme d'intervention extérieure.
Il meurt à Montpellier peu de temps après avoir été amnistié.